# C. Léon Broutin
Claudio Leon Broutin ( * 1859-1926) fue un maestro de esgrima francés, emigrado a España, autor de un tratado de esgrima. 

## Biografía
C. Leon Broutin o Claudio Leon Broutin (sus verdaderos nombres : Emmanuel Claude Joseph) nació en Metz. Era hijo de Manuel Jose Broutin (Emmanuel Broutin), maestro de armas y de Maria-Luisa Pasquier (Marie-Louise Pasquier). Era hermano de Aquiles Broutin (Achille Broutin), coleccionista de armas y maestro de esgrima.